# Vol.2 Temptastic
Vol.2 Temptastic – pierwszy minialbum południowokoreańskiej grupy T-ara, wydany cyfrowo 1 grudnia 2010 roku, a na płycie 3 grudnia 2010.

## Lista utworów
| Nr | Tytuł                           | Słowa                           | Kompozycja                      | Aranżacja                       | Czas |
| -- | ------------------------------- | ------------------------------- | ------------------------------- | ------------------------------- | ---- |
| 1. | "Yayaya"                        | E-Tribe                         | E-Tribe                         | E-Tribe, Chang Jun-ho           | 3:26 |
| 2. | "Wae Ireoni" (kor. 왜 이러니)   | Lee Eun-jin (Yangpa)            | Kim Do-hoon, Lee Sang-ho        | Lee Sang-ho                     | 3:57 |
| 3. | "Ma boo"                        | Kim Do-hoon, Rhymer             | Kim Do-hoon                     | Kim Do-hoon                     | 3:22 |
| 4. | "Mollayo" (kor. 몰라요)         | Shinsadong Tiger, Choi Gyu-sung | Shinsadong Tiger, Choi Gyu-sung | Shinsadong Tiger, Choi Gyu-sung | 3:38 |
| 5. | "Gwaenchanhayo" (kor. 괜찮아요) | Choi Gyu-sung                   | Choi Gyu-sung                   | Choi Gyu-sung                   | 3:58 |
| 6. | "Yayaya (Inst.)"                | E-Tribe                         | E-Tribe                         | E-Tribe, Chang Jun-ho           | 3:26 |

## Notowania
| Lista             | Pozycja |
| ----------------- | ------- |
| Gaon Albums Chart | 2       |